# Лонг'юган
Лонг'юга́н (рос. Лонгьюган) — селище у складі Надимського району Ямало-Ненецького автономного округу Тюменської області, Росія. Адміністративний центр та єдиний населений пункт Лонг'юганського сільського поселення.

## Географія
Розташоване на річці Лонг-Юган, притоці річки Надим. У перекладі з  хантийської мови назва селища означає «річка ідолів» (за іншою версією — «темна річка»).

## Населення
Населення — 1360 осіб (2017, 1521 у 2010, 1474 у 2002).
Національний склад станом на 2002 рік: росіяни — 80 %.

## Історія
Засноване 1972 року у зв'язку з будівництвом газокомпресорної станції на газопроводі Надим — Пунга — Івдель. Спочатку на цьому місці розташовувалося стійбище хантів-оленярів. 24 березня 1978 року рішенням виконавчого комітету Тюменської обласної Ради народних депутатів утворена Лонг'юганська сільрада. 24 березня відзначається як день селища.
З 1994 по 2003 рік був прокладений газопровід Лонг'юган — Салехард — Лабитнангі — Харп.

## Економіка
Більшість мешканців селища працюють на Лонг'юганському лінійному виробничому управлінні магістральних газопроводів (ЛВУМГ) ТОВ «Газпром трансгаз Югорськ» (до 2009 року ТОВ «Тюментрансгаз») ВАТ «Газпром». У селищі є дитячий садочок, школа, спортивний зал, будинок культури. Водопостачання селища здійснюється з артезіанського джерела. Є вертолітний майданчик. Регулярне автобусне сполучення з Надимом.